# Licentiate of Canon Law
Licentiate of Canon Law , "licenza in diritto canonico" (latino: Juris Canonici Licentia; J.C.L.),  è il titolo di un avanzato corso di laurea (graduate degree) con effetti canonici nella Chiesa cattolica romana offerto dalle università pontificie e le facoltà ecclesiastiche di diritto canonico. Licentiate (Licenziato in...) è il grado accademico di una persona che detiene un titolo accademico chiamato "licenza".
I programmi di diritto canonico per un "licenziato" comportano uno studio dell'intero Corpus Iuris Canonici delle leggi della Chiesa cattolica, inteso afferente al suo contesto teologico, filosofico e storico, e il metodo e la pratica della ricerca scientifica accademica. Di conseguenza, gli esperti in diritto canonico hanno una comprensione completa in materia di diritto e in particolare nella vita della Chiesa. 
I prerequisiti usuali per la  licenza in diritto canonico sono che un candidato debba avere un Bachelor of Sacred Theology (abbreviato S.T.B.) (una laurea undergraduate cioè un baccellierato in sacra teologia), un master of divinity (M.Div.), un master of arts (M.A. un titolo postgraduate) in teologia cattolica, o un titolo accademico di juris doctor (J.D.) preceduto da un bachelor in diritto canonico (J.C.B.) o i suoi equivalenti relativi. Per un candidato o candidata, al fine di conseguire il  licentiate of canon law, deve completare un ciclo di studi canonici di sei semestri, cioè di tre anni, superare un esame orale completo davanti ad una commissione di docenti, e scrivere una tesi su un tema particolare che dimostri la capacità dello studente di operare professionalmente nel campo.
La  licenza in diritto canonico è necessaria per insegnare diritto canonico in una università pontificia o un seminario. La  licenza è anche il presupposto per il dottorato (Juris Canonici Doctor J.C.D.) nello stesso campo. Inoltre, il grado è un prerequisito per alcuni incarichi nei tribunali ecclesiastici (tribunale diocesano), giudice (Judex Ecclesiasticus incluso il vicario giudiziale), il promotore di giustizia, e il  defensor matrimonii (difensore del vincolo): tutti devono possedere almeno questa qualifica accademica. 
Facoltà famose che offrono la  licenza in diritto canonico includono l'Università Cattolica d'America di Washington, la University of Saint Paul federata all'Università di Ottawa in Canada, la Pontificia università "San Tommaso d'Aquino" (Angelicum) di Roma; la Pontificia Università Gregoriana (Gregorianum) di Roma, la Pontificia università della Santa Croce (Santa Croce) di Roma, la Pontificia università urbaniana (Urbanianum) di Roma, la Pontificia Università Lateranense (Lateranum) del Vaticano, la L'Università cattolica di Lovanio in Belgio, l'Institut catholique de Paris, l'Università Ludwig Maximilian di Monaco, l'Università di Münster in Germania e la Facoltà di Diritto Canonico "S. Pio X" a Venezia http://fdcmarcianum.it/.